# 丰阳站
丰阳站（韓語：풍양역）是朝鮮民主主義人民共和國两江道金正淑郡丰阳里的一個鐵路車站，属于北部内陆线。

## 历史
- 1987年11月27日，落成使用。

## 邻近车站
北部内陆线
兩江新上站 - 丰阳站 - 上台站